# وورم (روتردام)
وورم (انگلیسی: WORM) یک بنیاد غیرانتفاعی مستقر در روتردام و یک مرکز فرهنگی چند رسانه‌ای است که بر هنر تجربی، رسانه جدید ، هنر زیرزمینی و آوانگارد، با اولویت موسیقی و فیلم تمرکز دارد. WORM توسط بانک Triodos و بخشی از فرهنگ nota 2009-2012 توسط دولت هلند تأمین می شود. این بنیاد جایزه فرهنگ پندرخت را دریافت کرده است و محل برگزاری آن بخشی از طرح فرهنگ روتردام است.